# 北海道中央バス石狩営業所
北海道中央バス石狩営業所（ほっかいどうちゅうおうバスいしかりえいぎょうしょ）は、北海道中央バス（中央バス）が北海道石狩市花川東2条1丁目16に設置する、バス事業部（旧・札幌事業部）に属する営業所。事務所内に乗車券発売窓口を設置する。

## 歴史
1978年（昭和53年）11月1日に石狩郡石狩町大字親船町60（矢臼場）に落成。同年12月5日より業務を開始。1982年（昭和57年）12月1日に現在地（当時の住所は石狩郡石狩町大字花畔村96）に移転。1993年（平成5年）9月に増改築を行った。
旧営業所は第2車庫として運用するとともに、1983年（昭和58年）10月20日に中央バス札幌整備工場が札幌市内より移転した。

## 現行路線
石狩市、札幌市北部方面を担当。下記の他、他営業所が主担当の路線を運行する場合や、下記路線を他営業所が運行する場合がある。
札幌市交通局（札幌市営地下鉄）との連絡運輸（乗継割引）は、太字（乗継指定）停留所・駅から郊外方向（札幌市外へ向かう路線は斜字（札幌市内最終）停留所）の間で適用となる。乗継割引に関する概要は、北海道中央バス#運賃形態、札幌市営地下鉄#乗継割引を参照。
2025年（令和7年）4月1日現在。

### 札幌都心 - 石狩・厚田
札幌ターミナル - 3線間「札幌ターミナル - 運輸支局 - 下水道科学館 - 北営業所 - 北五番橋 - 東茨戸2条1丁目 - 石狩翔陽高校 - 石狩営業所 - 石狩庁舎前 - 花畔中央 - 石狩工業団地 - 3線」共通経路。
麻生駅経由の09・14 花川南団地線、16 花畔団地線は#札幌都心・麻生 - 中央バス自動車学校 - 石狩・手稲を参照。

#### 札厚線
- 札幌ターミナル - 3線 - 石狩八幡町 - トーメン団地入口 - 石狩霊園 - 聚富 - 望来 - 戸田墓園入口 - 古潭 - 厚田支所 - 道の駅あいろーど厚田
  - 2004年（平成16年）11月30日、濃昼発着便を廃止し、全便厚田役場（2005年12月1日に「厚田支所」に改称）発着に短縮。
  - 2006年（平成18年）4月1日、平日朝の1便を除く全便を急行から普通に変更。
  - 2011年（平成23年）12月1日、平日朝の1便のみ残存していた急行を廃止。ただし、当該便については石狩八幡町への乗り入れは行わない[7]。
  - 2014年（平成26年）4月1日、復路の経路を石狩線同様、東1丁目を通る経路に変更[8]。
  - 2018年（平成30年）4月28日、全便道の駅あいろーど厚田発着に延長[9]。

#### 石狩線
- 札幌ターミナル - 3線 - 八幡町入口 - トーメン団地入口 - トーメン団地
- 札幌ターミナル - 3線 - 石狩中学校 - 中央バス札幌整備工場 - 石狩
  - 札幌ターミナル - 石狩庁舎前、札幌ターミナル←石狩営業所の区間便あり。
  - 2003年（平成15年）4月1日、札幌行区間便の始発を茨戸園（2007年4月1日に「東茨戸2条1丁目」に改称）から石狩営業所に延長、茨戸園転回場廃止。
  - 2025年（令和7年）4月1日、札幌ターミナル - 石狩庁舎前を新設。この区間便のみ系統番号31が付される[10]。

#### 戸田記念墓地公園シャトルバス、戸田墓園・石狩霊園・石狩はまなす墓苑墓参バス
- 臨時：札幌ターミナル・運輸支局・屯田団地橋・花畔中央 - （石狩はまなす墓苑・）石狩霊園・戸田墓園
  - シャトルバスはゴールデンウィーク観桜期間運行。石狩はまなす墓苑は経由しない。途中主要停留所のみ停車で往路は乗車のみ、復路は降車のみ。2020年（令和2年）より運行中止となっていたが[11]、2023年（令和5年）より再開された[12]。
  - 墓参バスはお盆期間運行。途中主要停留所のみ停車で、花畔中央まで往路は乗車のみ、復路は降車のみ[13]。

### 札幌都心・麻生 - 中央バス自動車学校 - 石狩・手稲
麻生駅 - 4番第8横線間「麻生駅 - 新琴似駅通 - 新琴似8条13丁目 - 中央バス自動車学校 - 4番第8横線」共通経路。

#### 花畔団地線（麻生）・花川南団地線（札幌ターミナル）
- 09・14・麻13・麻14：札幌ターミナル - 運輸支局 - 麻生町1丁目 - 麻生駅 - 4番第8横線 - 花川南9条3丁目 - 花川南5条3丁目 - 花川南3条3丁目 - 花川北3条1丁目 - 花畔団地 - 石狩庁舎前 - 花畔中央 - 花畔
  - 09（札幌ターミナル←花川南9条3丁目）：2015年（平成27年）4月1日、起点を中央バス自動車学校から延長。同時に新琴似線から名称変更。
  - 14（札幌ターミナル - 石狩庁舎前）：2004年（平成16年）12月1日、終点を花川北3条1から延長。
  - 麻13（麻生 - 花畔）：
    - 2002年（平成14年）12月1日、1日1往復（休日、第2・第4土曜日を除く）を花畔より先、センタープラザ前（2007年（平成19年）12月1日に「石狩美術館」に、2012年（平成24年）12月1日に「新港中央1丁目」に改称）まで延長。ただし2011年1月から3月までは石狩美術館休館につき花畔発着に短縮。
    - 2023年（令和5年）8月19日、新港中央1丁目停留所を廃止し花畔発着とする[14]。

  - 麻14（麻生 - 石狩庁舎前）：2004年（平成16年）12月1日、終点を花川北3条1丁目から延長。

#### 花畔団地線
- 16・麻15・麻16：札幌ターミナル - 運輸支局 - 麻生町1丁目 - 麻生駅 - 4番第8横線 - 石狩南高校 - 花川南7条5丁目 - 花川南5条5丁目 - 花川南1条5丁目 - 花川北中学校 - 花畔団地 - 石狩庁舎前 - 花畔中央 - 花畔
  - 16（札幌ターミナル - 石狩庁舎前）：2000年（平成12年）4月1日開設。2004年（平成16年）12月1日、終点を花畔団地から延長。
  - 麻15（麻生 - 花畔）
  - 麻16（麻生 - 石狩庁舎前）：2004年（平成16年）12月1日、終点を花川北3条1丁目から延長。

#### 麻生樽川線
- 麻40：麻生駅←4番第8横線←花川南9条3丁目←花川南5条3丁目←花川南5条1丁目←明乳シティー←花川南9条1丁目
  - 2007年（平成19年）4月1日、「麻生駅→花川南9条1→花川南5条1丁目→麻生駅」の片回りの循環系統として新設。
  - 2008年（平成20年）12月1日、循環系統から往復系統に変更。一部花川南9条1丁目始発。
  - 2025年（令和7年）4月1日、麻生駅 - 花川南5条1丁目の区間便を廃止[15]。

#### 手稲麻生線
- 麻41：麻生駅 - 中央バス自動車学校 - 新琴似10条16丁目 - 屯田3番西 - 藤女子大学花川校舎前 - 花川南5条3丁目 - 花川南5条1丁目 - 明乳シティー - 南3線 - 手稲高校 - 前田8条10丁目 - 前田3条10丁目 - 手稲駅北口

### 札幌都心、麻生 - 篠路・あいの里

#### 篠路駅前団地線
- 36：札幌ターミナル - 札幌駅前 - 運輸支局 - 下水道科学館 - 北45条東8丁目 - 太平8条4丁目 - 篠路5条4丁目 - 篠路10条4丁目
  - 2003年（平成15年）12月1日、22を北1条・札幌駅前経由に変更。
  - 2006年（平成18年）12月1日、36を北1条・札幌駅前経由に変更[16]。
  - 22 あいの里篠路線（札幌ターミナル - 同経路 - 篠路10条4丁目 - あいの里4条1丁目）は2023年（令和5年）12月1日廃止。麻生駅発着の麻22に振り替え[17]。
- 麻33：麻生駅（麻生バスターミナル） - 北42条東8丁目 - 北49条東8丁目 - 太平8条4丁目 - 篠路3条4丁目 - 篠路10条4丁目
  - 2023年（令和5年）4月1日、太平5条2丁目経由から東8丁目篠路通経由に変更[18]。

#### あいの里篠路線
- 麻22：麻生駅（麻生バスターミナル） - （麻33と同経路） - 篠路10条4丁目 - 英藍高校 - 拓北小学校 - あいの里教育大駅 - あいの里高等支援学校 - 教育大学 - あいの里4条1丁目
  - 2023年（令和5年）12月1日、22 あいの里篠路線廃止による振り替えとして新設[17]。

#### あいの里教育大線
- 麻24：麻生駅（麻生バスターミナル） - 北営業所 - 北五番橋 - 茨戸耕北橋 - 篠路10条3丁目 - 英藍高校 - 拓北小学校 - あいの里教育大駅 - 教育大学 - あいの里4条1丁目
  - 篠路10条3丁目→麻生の区間便あり。
  - 1998年（平成10年）12月1日札幌北営業所から移管。

#### ひまわり団地線
- 麻39：麻生駅（麻生バスターミナル） - 北営業所 - 北五番橋 - 篠路7条2丁目 - 竜雲寺 - ひまわり通 - ひまわり団地 - 拓北小学校 - あいの里4条1丁目
  - 2010年（平成22年）12月1日、39（2014年（平成26年）12月1日より28に変更） 札幌ターミナル発着系統の日中の便を麻生バスターミナル発着に振り替えて新設。

### 麻生 - 屯田8条3丁目 - 屯田・石狩
麻生 - 屯田8条3丁目間「麻生駅 - 新琴似駅通 - 新琴似10条6丁目 - 屯田南小学校 - 屯田8条3丁目」共通経路。

#### 屯田線
- 麻07：麻生駅 - 屯田8条3丁目 - 有朋高校 - 屯田9条12丁目 - 屯田6条12丁目
  - 屯田線の他の系統は新川営業所担当。
  - 2008年（平成20年）12月1日新設[19]。

#### 南花畔通線
- 麻17：麻生駅 - 屯田8条3丁目 - 有朋高校 - 屯田9条12丁目 - 紅南小学校 - 花川北4条5丁目 - 石狩庁舎前
  - 1992年（平成4年）4月1日、運行開始。

#### 緑苑台線
- 麻08：麻生駅 - 屯田8条3丁目 - 屯田10条3丁目 - イオン緑苑台SC - 緑苑台小学校 - 紅葉山茨戸通 - 石狩翔陽高校 - 石狩営業所 - 石狩庁舎前
  - 1998年（平成10年）12月1日、札幌北営業所から移管。
  - 1999年（平成11年）12月1日、終点を屯田10条3丁目から石狩営業所に延長、屯田線から名称変更。同時に緑苑台線（系統番号なし・麻生ターミナル - 茨戸耕北橋 - 石狩営業所）廃止。
  - 2000年（平成12年）6月1日、終点を石狩営業所から石狩庁舎前に延長。

### 栄町、宮の沢・手稲 - 石狩

#### 栄町花川線
- 栄19：栄町駅 - 太平西部 - 北三番橋 - 屯田6条3丁目 - 北陵高校 - 屯田3番西 - 藤女子大学花川校舎前 - 花川南5条3丁目 - 花川南3条3丁目 - 花川北3条1丁目 - 花畔団地 - 石狩庁舎前
  - 1998年（平成10年）7月27日開設。
  - 2004年（平成16年）12月1日、終点を花川北3条1丁目から石狩庁舎前に延長。
  - 2025年（令和7年）4月1日、往路の起点を栄町駅交通広場に変更し、経路をつどーむ前経由に変更。復路は変更なし。

#### 手稲線
- 43：手稲駅北口 - 前田中学校 - 手稲高校 - 南3線 - 花川南10条1丁目 - 花川南9条3丁目 - 花川南5条3丁目 - 花川南3条3丁目 - 花川北3条1丁目 - 花畔団地 - 石狩庁舎前 - 花畔中央 - 花畔
  - 1985年（平成11年）4月10日、運行開始。
- 宮47：宮の沢駅（宮の沢バスターミナル） - 発寒6条13丁目 - 宮の沢1条5丁目 - 西宮の沢4条5丁目 - 手稲駅北口 - 前田8条10丁目 - 手稲高校 - 南3線 - 花川南5条1丁目 - 南線小学校 - 花川北3条1丁目 - 花畔団地 - 石狩庁舎前 - 花畔中央 - 花畔
  - 宮の沢駅 - 花川南5条1丁目の区間便あり。
  - 1999年（平成11年）
    - 2月25日、札幌市営地下鉄東西線の宮の沢駅延伸に伴い、45手稲線（札幌ターミナル - 花川北3条1丁目）を廃止し宮47を新設。
    - 12月16日、国道5号経由から二十四軒手稲通経由へ変更。

  - 2002年（平成14年）12月1日、宮47の一部を花畔より先センタープラザ前（新港中央1丁目）へ延長。
  - 2008年（平成20年）12月1日、一部便を花川南5条1丁目発着に短縮[20]。
  - 2023年（令和5年）8月19日、宮47の新港中央1丁目停留所を廃止し花畔発着とする[14]。

## 主な休廃止路線

### 都市間路線

#### 日本海るもい号
- 札幌ターミナル - （石狩街道） - 石狩庁舎前 - 八幡町入口 - トーメン団地入口 - 厚田支所 - 浜益 - 千代志別 - 雄冬 - 増毛ターミナル - 留萌ターミナル

概要
- 正式名称は「札幌・留萌線」。
- 札幌と留萌を国道5号・国道231号を経由して結ぶ。運行本数は1往復。
- 定期運行の際はトイレ付きの都市間バスで運行していたが、2007年4月の季節運行便より中扉車で運行している。
- 札幌 - 留萌の乗車券は高速るもい号と共通で利用可能。また高速るもい号よりも早くから中央バスカード・札樽間高速バス共通カードが利用可能であった（高速るもい号は2009年（平成21年）10月1日より）。

沿革
- 1992年（平成4年）
  - 4月1日 - 特急札浜線の札幌ターミナル - 雄冬系統を延長する形で札幌ターミナル - 留萌駅前十字街の定期運行開始。
  - 10月1日 - 「（沿岸バス）増毛ターミナル」新設。
- 1996年（平成8年）4月1日 - 留萌ターミナルの移転に伴い留萌駅前十字街廃止。
- 1997年（平成9年）4月1日 - 雄冬 - 増毛ターミナル - 留萌市内の乗降制限撤廃。
- 2003年（平成15年）12月1日 - 「北42条西2丁目」を「北41条東1丁目」に改称。
- 2004年（平成16年）12月1日 - 「鉄道病院前」「安瀬（やそすけ）」増設。札厚線の「濃昼」（ごきびる）発着系統廃止に伴う代替措置。
- 2005年（平成17年）12月1日 - 「望来坂上」増設。「厚田役場」を「厚田支所」に改称。
- 2006年（平成18年）4月1日 - 札幌市 - 石狩市の経路を国道231号から道道花畔札幌線に変更。「石狩庁舎前」「花畔中央」増設。石狩営業所から札幌北営業所へ移管。
- 2007年（平成19年）4月1日 - 夏ダイヤ期間の土日祝・夏休み期間限定運行に変更。留萌ターミナルでパーク&ライド開始。札幌北営業所から再度石狩営業所へ移管。
- 2011年（平成23年）4月1日 - 路線廃止(最終運行日は2010年（平成22年）11月28日)。

#### 特急札浜線
- 札幌ターミナル - （石狩街道） - 東茨戸2条1丁目 - 石狩営業所 - 石狩庁舎 - 八幡町入口 - トーメン団地入口 - 厚田支所 - 浜益 - 幌

概要
- 札幌市都心の中央バス札幌ターミナルを起点とし、国道5号・国道231号を経由して石狩市浜益区（旧浜益村）まで往復運行される。札幌駅前ターミナルや札幌駅北口には乗り入れない。
- 国道231号全通後には雄冬発着系統、後に留萌ターミナルまで延長のうえ日本海るもい号も設定されていた。
- 幌に宿泊所と車庫を設置し、乗務員が泊まりダイヤで使用する。
- 2006年（平成18年）4月1日には石狩庁舎に停留所を新設した。
- 石狩営業所管轄において、唯一の特急便路線だったが、2016年（平成28年）3月31日の運行を以て廃止された。

### 一般路線
栄町・太美線
- 栄町駅 - （栄20系統と同じ） - あいの里4条9丁目 - （札幌大橋） - 太美駅前
  - 1998年（平成10年）4月1日廃止。札幌市内区間は栄20系統が代替路線となっている。またあいの里地区 - 太美駅前は一時路線バスが存在していなかったが、2006年に運行開始された当別町コミュニティバス（当別ふれあいバス）であいの里地区 - 太美駅前を利用することが可能になっている。

生振線
- 札幌ターミナル - （東1丁目） - 茨戸園 - 生振観音 - 茨戸園 - （東1丁目） - 札幌ターミナル（区間便もあり）
  - 2006年（平成18年）4月1日廃止。茨戸から茨戸川を渡り、生振地区を循環運転していた。

当石線
- 石狩八幡町 - 高岡 - 太美駅前 - 当別ターミナル
  - 1996年（平成8年）廃止。太美駅前 - 当別間は、後に当別町コミュニティバス（当別ふれあいバス）が路線を設定している（経路は異なる）。

浜益村内線
札幌テルメ線・ガトーキングダム線
- 麻28：鉄麻生駅 - 茨戸園（現・東茨戸2条1丁目） - 札幌テルメ
- 麻112：麻生駅 - 茨戸園（現・東茨戸2条1丁目） - ガトーキングダム
  - （旧）札幌テルメ→（現）ガトーキングダム・サッポロへの連絡路線。麻28 札幌テルメ線は1998年（平成10年）の札幌テルメ閉鎖に伴い廃止。麻112 ガトーキングダム線は、ガトーキングダム・サッポロの開業に伴い2002年（平成14年）7月15日に設定、2004年（平成16年）4月1日のダイヤ改正で廃止。現在はガトーキングダム・サッポロが独自に送迎バスを設定している。

イオン緑苑台線
- 150：花川南9条3丁目 - イオン緑苑台SC
- 151：篠路10条4丁目 - イオン緑苑台SC

篠路駅前団地線
- 35：札幌ターミナル - 北42条東1丁目 - (北五番橋) - 篠路10条4丁目
  - 2014年（平成26年）4月1日、39系統との統合により廃止
- 34：札幌ターミナル - （東1丁目） - 太平5条2丁目 - （太平中央通） - 篠路10条4丁目
  - 2005年（平成17年）12月1日、34系統を太平12条6丁目・篠路4条5丁目経由から、太平9条6丁目・篠路7条5丁目経由に変更。
  - 2014年（平成26年）12月1日より、系統番号が34から33へ変更。
  - これ迄のルートから、北営業所まで麻33と同じルート（篠路3条4丁目・太平5条2丁目経由）へ変更になった事により、太平中央通を経由していた34系統は事実上の廃止となった。
- 33：札幌ターミナル - （東1丁目） - 太平5条2丁目 - （東8丁目） - 篠路10条4丁目
  - 2005年（平成17年）12月1日、34系統のルートを太平12条6丁目・篠路4条5丁目経由から、太平9条6丁目・篠路7条5丁目経由に変更。
  - 2014年（平成26年）12月1日より、系統番号が34から33へ変更。
  - 2017年（平成29年）4月1日、廃止[21]。
- 麻32：麻生バスターミナル（麻生駅） - 北49条東8丁目 - 太平6条4丁目 - 太平8条4丁目 - 太平12条6丁目 - 篠路3条5丁目 - 篠路9条4丁目 - 篠路10条4丁目
  - 2005年（平成17年）12月1日、太平12条6丁目・篠路4条5丁目経由から太平9条6丁目・篠路7条5丁目経由に変更。
  - 2019年（令和元年）12月1日、廃止[22]。

ひまわり団地線
- 28：札幌ターミナル（→札幌駅北口：往路のみ） - 運輸支局 - 下水道科学館 - 北営業所 - 北五番橋 - 篠路3条4丁目 - 篠路5条4丁目 - 竜雲寺 - ひまわり通 - ひまわり団地 - 拓北小学校 - あいの里4条1丁目
  - 2003年（平成15年）12月1日、横新道経由から篠路通経由に変更。
  - 2014年（平成26年）
    - 4月1日より、廃止された35系統のルートを組み込んだ新しいルートに変更。
    - 12月1日より、系統番号が39から28へ変更。

  - 2023年（令和5年）12月1日、全便を麻39に振り替える形で廃止[17]。

石狩新港線
- 麻生駅 - 新琴似駅通 - 新琴似8条13丁目 - 中央バス自動車学校 - 4番第8横線 - 花川南9条3丁目 - 花川南5条3丁目 - 花川南3条3丁目 - 花川北3条1丁目 - 花畔団地 - 石狩庁舎前 - 花畔中央 - 石狩工業団地 - 6線 - 石狩新港北8線6号
  - 1983年（昭和58年）、運行開始[23]。
  - 2024年（令和6年）4月1日、廃止[23][24]。

石狩新港団地線
- 麻生駅 - （石狩新港線と同経路） - 花川南3条3丁目 - 南線小学校 - 樽川7線2号 - 運送組合 - 日成産業前 - 石狩新港団地 - 市民生協 - 機械金属組合会館
  - 麻生駅発は、上記経路通りの普通便、上記経路通りで花川南9条3丁目まで新琴似8条9丁目と新琴似8条15丁目のみ停車する急行便、運送組合から機械金属組合会館へ先回り市民生協→石狩新港団地→日成産業前終点便のいずれかとなる。
  - 1984年（昭和59年）、運行開始[23]。
  - 2002年（平成14年）11月30日、センタープラザ前（新港中央1丁目）停への乗り入れ終了。
  - 2024年（令和6年）4月1日、廃止[23][24]。

石狩新港西線
- 手稲駅北口 - 前田8条10丁目 - 手稲高校 - 前田森林公園 - 新港西 - 市民生協 - 石狩新港団地
  - 1990年（平成2年）、運行開始[23]。
  - 2002年（平成14年）12月1日、終点をセンタープラザ前（新港中央1丁目）から桜井通商前（2016年（平成28年）12月1日に「石狩新港団地」に改称）に短縮。
  - 2024年（令和6年）4月1日、廃止[23][24]。

栄町篠路線
- 栄21：栄町駅 - 北37条東21丁目（旧・丘珠空港入口） - 航空管制センター入口 - 丘珠神社 - 丘珠中央 - 教願寺 - 十軒神社 - 上篠路 - コミュニティーセンター前 - 篠路駅前 - 篠路小学校 - 篠路7条6丁目 - 篠路10条4丁目
  - 1998年（平成10年）12月1日、札幌北営業所から移管。
  - 2001年（平成13年）12月1日、ひまわり通経由に変更、終点をひまわり団地からあいの里4条1丁目に延長。
  - 2006年（平成18年）12月1日、終点をあいの里4条1丁目から篠路10条4丁目に変更し、路線名をひまわり団地線から変更。航空管制センター経由から航空管制センター入口経由に変更[25]。
  - 2014年（平成26年）12月1日より、往路便の乗り場を新設された栄町駅交通広場内に移設。
  - 2025年（令和7年）4月1日、廃止[15]。札幌市が導入する乗合タクシー（栄町駅 - 十軒神社 - 篠路駅前）が代替交通となる[26]。